# Фърлонг
Фърлонг е дългата страна на правоъгълника с площ 1 акър и къса страна 1 чейн.
Фърлонг е мярка за разстояние в имперски единици и обичайните единици на Съединените щати, равна на една осма от миля, еквивалентна на 660 фута, 220 ярда, 40 пръта, 10 чейна или приблизително 201 метра. Вече е почти отживелица, с изключение на конните надбягвания, където в много страни това е стандартното измерване на дължината на състезанието.
В Съединените щати някои щати използват по-стари определения за геодезически цели, което води до вариации в дължината на фърлонга от две части на милион, или около 0,4 милиметра (1⁄64 инча). Тази вариация е твърде малка, за да има практически последствия в повечето приложения.
Използвайки международното определение на ярда като точно 0,9144 метра, един фърлонг е 201,168 метра, а пет фърлонга са около 1 километър (1,00584 км точно).